# Račice-Pístovice
Račice-Pístovice ist eine Gemeinde in Tschechien. Sie liegt neun Kilometer westlich von Vyškov und gehört zum Okres Vyškov. Die Gemeinde ist Teil der Mikroregion Drahanská vrchovina.

## Geographie

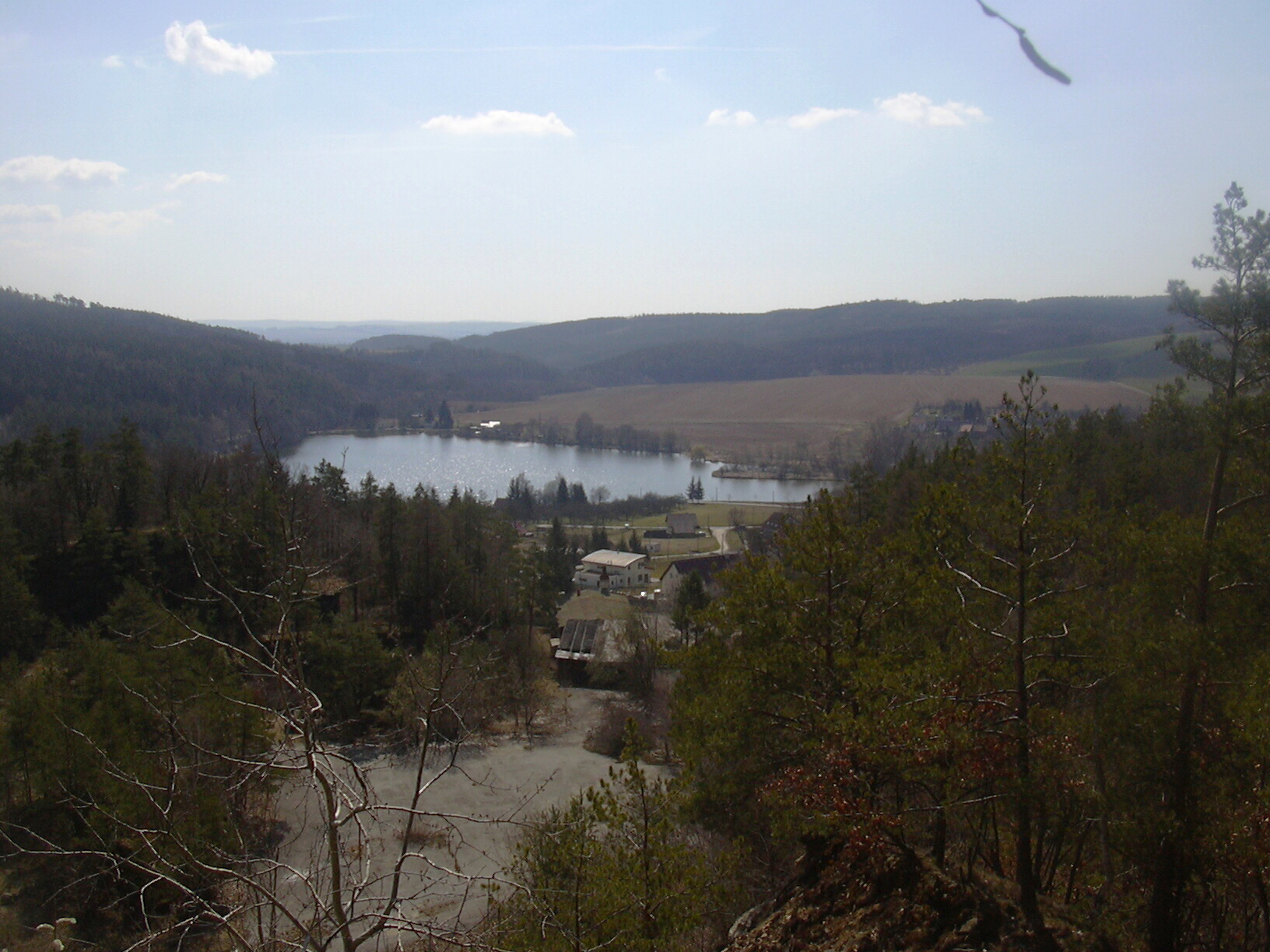
Pístovická riviéra

Račice-Pístovice befindet sich im Südosten des Drahaner Berglandes im Tal des Baches Rakovec. Nördlich erheben sich der Krátký kopec (478 m) und die Podhora (453 m), im Südosten der Nad skalou (438 m) und die Liliová hora (Lilienberg, 393 m), südlich die Ostatečná hora (410 m). Westlich erstreckt sich der Naturpark Říčky, im Nordwesten der Naturpark Rakovecké údolí. Gegen Nordwesten liegt die mittelalterliche Wüstung Sokolí.
Nachbarorte sind Ježkovice im Norden, Opatovice im Nordosten, Drnovice im Osten, Luleč und Nemojany im Südosten, Olšany im Süden, Hostěnice und Lhotky im Südwesten, Proseč und Březina im Westen sowie Říčky, Bukovinka und Pastviny im Nordwesten.

## Geschichte

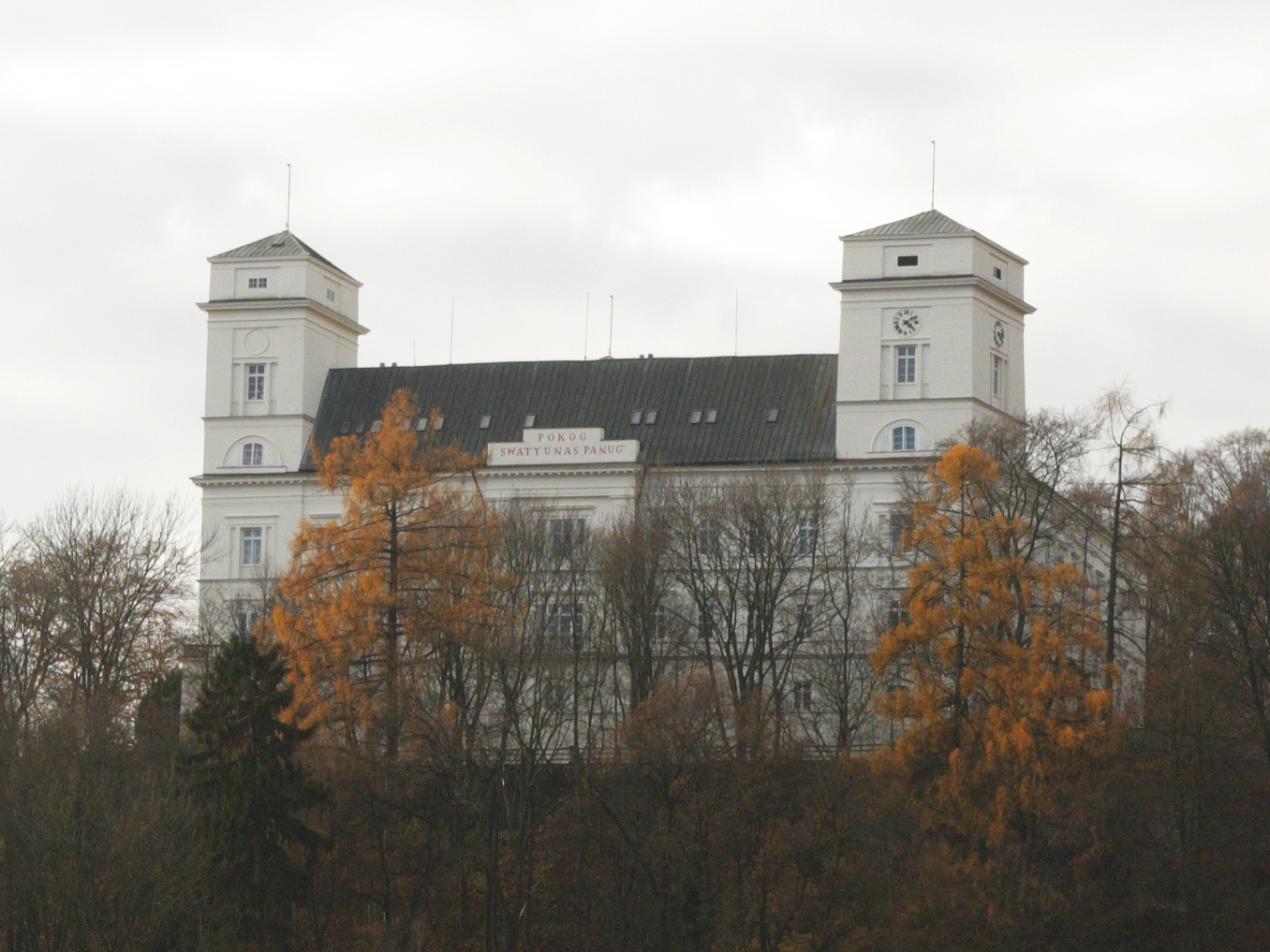
Schloss Račice

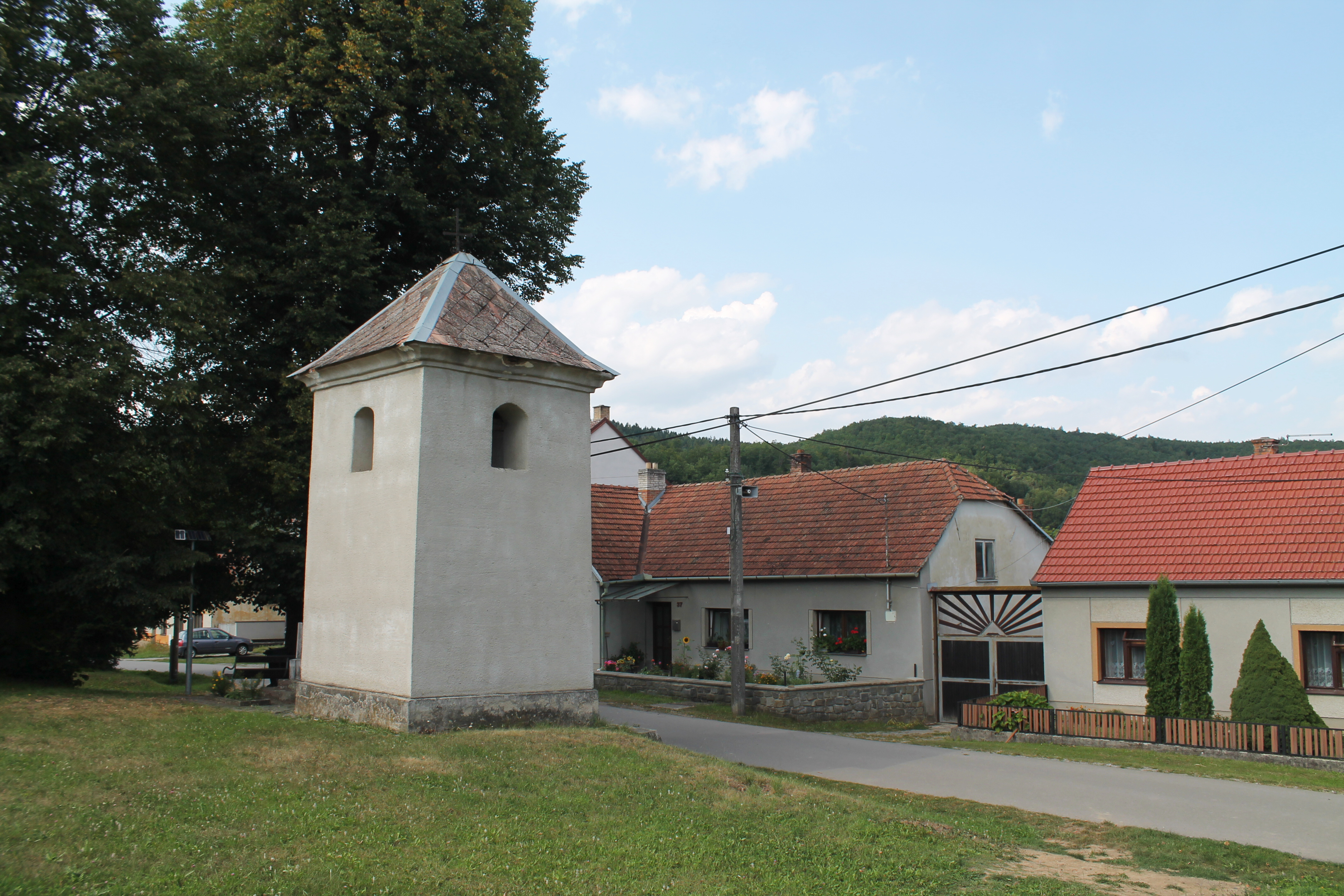
Glockenturm in Pístovice

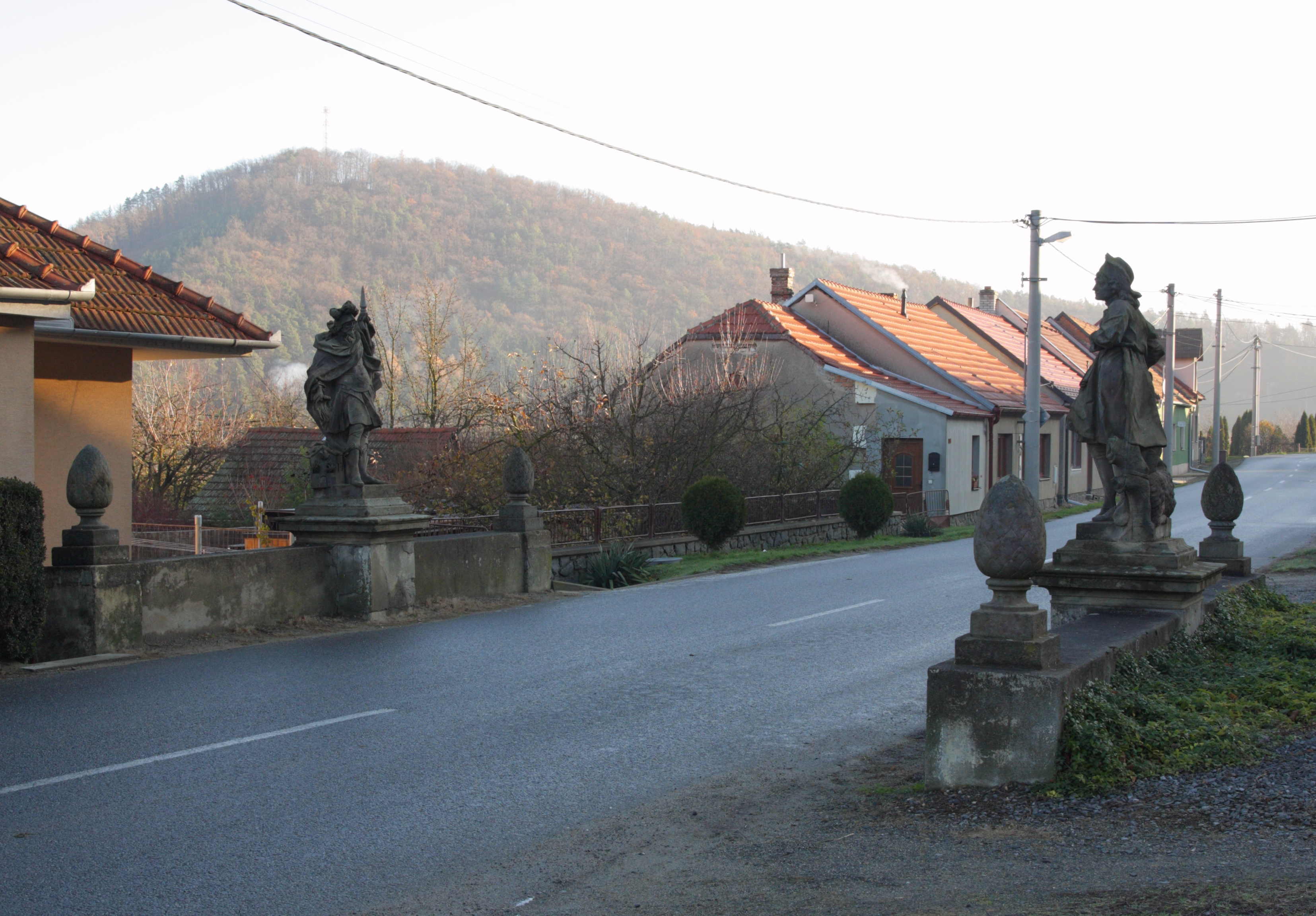
Barocke Brückenstatuen in Račice

Die erste schriftliche Erwähnung des Dorfes Ratzici erfolgte 1227 im Testament Kojatas IV. von Hrabischitz, in dem dieser die Burg Drnovice seinen Nichten Eufemie und Svatochňa vermachte. Über Svatochňa gelangte der Besitz an deren Mann Idik von Schwabenitz. Zwischen 1275 und 1285 entstand die Burg Račice. Nachfolgend wurde der Sitz der Herrschaft von Drnovice nach Račice verlegt. Im Jahre 1285 gebrauchte Milota von Drnovice aus dem Geschlecht der Schwabenitzer erstmals das Prädikat von Račice. König Johann ließ 1312 die Burg als Schlupfwinkel des Raubritters Friedrich von Linau (Friduš z Linavy) erobern und niederreißen. Wenig später wurde sie wiederhergestellt und gehörte ab 1346 Heinrich von Leipa. Um 1350 erwarben die Herren von Sternberg die Herrschaft.
Die erste Erwähnung von Pístovice erfolgte am 13. Dezember 1375 in zwei Urkunden, in denen Albrecht von Sternberg die gerichtlich verfügte Übertragung der Burg Račice mit den Dörfern Račice, Drnovice, Pístovice, Sokolí, Ježkovice und Nosálovice an seinen Vetter Peter von Sternberg vollzog. Markwart von Sternberg verkaufte Račice mit allem Zubehör 1399 an Peter Krawarn von Plumlov. Die Krawarn von Plumlov starben 1466 mit Peters Sohn Jiří im Mannesstamme aus. Bei der Teilung des Besitzes unter Jiřís vier Töchtern, fielen die Račicer Güter Kunka, die mit Wenzel von Boskowitz verheiratet war, zu. Ihm folgte Ladislav von Boskowitz und 1510 dessen Sohn Christoph. Über Susanne Černohorská von Boskowitz ging der Besitz 1568 an Hans Haugwitz von Biskupitz über. 1596 verkauften die Haugwitz die Herrschaft an Bernart Petřvaldský von Petřvald. Nach der Schlacht am Weißen Berg wurden die Güter des Hans von Peterswald konfisziert und 1623 an Karl Willinger von Schönenperg verkauft. Weitere Besitzer waren ab 1629 Simon Kratzer von Schönsberg, ab 1630 Horacius Forno und sein Sohn Karl Franz sowie ab 1670 die Grafen Braida, die Račice mit einigen Unterbrechungen bis 1800 besaßen. Sie verkauften den Besitz an Johann Franz Heinisch von Haydenburg, von dem ihn 1802 Johann Huschka von Ratschitzburg erwarb. Huschka verpachtete die Herrschaft zu Beginn des 19. Jahrhunderts an den Unternehmer Wilhelm von Mundy und verkaufte sie 1830 an Antonín Hermann.
Nach der Aufhebung der Patrimonialherrschaften bildeten Pístovice und Račice ab 1850 selbstständige Gemeinden in der Bezirkshauptmannschaft Wischau. Während der Sudetenkrise verlegte Ludvík Krejčí am 26. September 1938 den Generalstab der Mobilisationsarmee Branná moc nach Račice und Umgebung. Das Schloss wurde zum Sitz des Generalkommandos und der Operativen Abteilung. In Pístovice befand sich die Organisationsabteilung des Stabes. Im Jahre 1960 wurden beide Gemeinden unter dem Namen Račice-Pístovice zusammengeschlossen.

## Gemeindegliederung
Die Gemeinde Račice-Pístovice besteht aus den Ortsteilen Pístovice (Pistowitz) und Račice (Ratschitz) sowie den Einschichten Valcha und Pastviny.

## Sehenswürdigkeiten
- barocke Pfarrkirche Mariä Verkündigung in Račice, erbaut 1773
- Brücke mit Barockstatuen der Heiligen Florian und Wendelin von Georg Anton Heintz in Račice
- Schloss Račice, es entstand zwischen 1568 und 1585 für Hans Haugwitz im Renaissancestil anstelle einer gotischen Burg vom Ende des 13. Jahrhunderts. In den 1830er Jahren ließ Johann von Mundy das Schloss im Empirestil umbauen. Seit 1959 dient es als Sonderschule mit Internat und Berufsschule.
- Teich Pístovický rybník östlich von Pístovice, das Erholungsgebiet wird volkstümlich als Pístovická riviéra bezeichnet